# Ana María Güiraldes
Ana María Güiraldes Camerati (Linares, 15 de febrero de 1946) es una escritora chilena, enfocada principalmente en la literatura infantil y juvenil.

## Biografía
Nacida en la ciudad de Linares, Región del Maule, Chile, Ana María Güiraldes estudió pedagogía en Castellano en la Universidad Católica, carrera que sólo ejerció por breve tiempo, para luego dedicarse de lleno a la escritura y la docencia en la misma casa de estudios.
Sus primeras publicaciones aparecieron en la revista infantil Pocas Pecas a fines de la década de los '70. Posteriormente, en 1983 obtiene el Premio Municipal de Literatura de Santiago por El nudo movedizo, su primer libro de cuentos para adultos. Después, se dedicó por entero a la literatura infantil, creando relatos donde predomina el humor absurdo, se prefiere un lenguaje sencillo y adecuado para el lector.
Destaca sobre todo su trabajo en conjunto con la escritora porteña Jacqueline Balcells, escribiendo varias novelas en formato de hipertexto, donde el lector debe tomar decisiones que van conduciendo a uno de los finales propuestos. 
En 1992, su novela Un embrujo de cinco siglos es incorporada a la Lista de Honor del IBBY.
En su honor, el salón infantil de la Biblioteca Municipal de Linares lleva su nombre.

## Obras
- El sueño de Ana María Guiraldes
- El nudo movedizo, cuentos, (1983)
- La ratita Marita, cuentos, (1985)
- La lombriz resfriada, cuentos, (1985)
- Las muñecas respiran, cuentos, (1985)
- Animales, animalitos y animalotes (1987)
- El mono buenmozo y otros cuentos (1987)
- Cuentos de soledad y asombro (1989)
- La pata patana y otros cuentos, (1990)
- Mariano Isla (1990)
- El mozo buen mozo y otros cuentos, (1990)
- Trece casos misteriosos (1990)
- Un embrujo de cinco siglos, novela breve, (1991)
- El castillo negro en el desierto (1992)
- Bonifacio, el esqueleto (1993)
- El violinista de los brazos largos (2007).

Junto con Jacqueline Balcells
- Aventura en las estrellas (1987)
- Misión Alfa Centauro (1988)
- La Rebelión de los Robots (1989)
- Querido Fantasma (1992)
- Terror bajo Tierra (2009)
- Emilia y la dama negra (1995)
- Emilia Cuatro enigmas de verano (1998)
- Emilia Intriga en Quintay (1998)
- Emilia y la aguja envenenada (2002)
- Emilia en Chiloé (2020)

Colección «Un día en la vida de...»
En conjunto con Balcells, ilustrada por Francisco Ramos Ramos Garrido y publicada por Zig-Zag.
- Senefrú, princesa egipcia, 1992, ISBN 978-956-12-0653-3
- Esplandián, caballero andante, 1992, ISBN 978-956-12-0654-0
- Cuentos secretos de la historia de Chile, 1992, ISBN 978-956-12-0657-1
- Quidora, joven mapuche, 1992, ISBN 978-956-12-0689-2
- Chimalpopoca, niño azteca, 1992, ISBN 978-956-12-0741-7
- Máximo, poeta romano, 1993, ISBN 978-956-12-0778-3
- Psique, enamorada un dios, 1993, ISBN 978-956-12-0779-0
- Odette, hija de la Revolución Francesa, 1993, ISBN 978-956-12-0780-6
- Paolo, pintor renacentista, 1993, ISBN 978-956-12-0781-3
- Alonso, pasajero de la Mar Océano, 1993, ISBN 978-956-12-0782-0
- Li Song, mujer china, 1993, ISBN 978-956-12-0803-2
- Ak, pintor de cavernas, 1994, ISBN 978-956-12-0927-5
- Ramiro, grumete de la "Esmeralda", 1994, ISBN 978-956-12-0928-2
- Juanita, joven patriota, 1994, ISBN 	978-956-12-0930-5
- Makarina, bella de Rapa Nui, 1994, ISBN 9789561220539
- Efraín, amigo del niño Jesús, 1995, ISBN 978-956-12-1121-6
- Tonko, el alacalufe 1995, ISBN 978-956-12-1122-3
- Judith, guerrera de la fe 1995, ISBN 978-956-12-1123-0
- Samuel, buscador de oro en California 1995, ISBN 978-956-12-1124-7
- Arnaldo, caballero cruzado 1995, ISBN 978-956-12-1133-9